# 和田惟長
和田 惟長（わだ これなが）は、戦国時代から安土桃山時代にかけての武将。和田惟政の嫡男。摂津国高槻城主。

## 生涯
室町幕府幕臣・和田惟政の嫡男として誕生。
元亀2年（1571年）8月、父と共に出陣し、28日に摂津郡山にて池田知正・荒木村重らの軍勢と戦ったが、先陣を務めた父が戦死すると後備で控えていた惟長は弔い合戦どころか慌てて逃げ帰ってしまい、諸将の信頼を失った（『耶蘇通信』）。
元亀3年（1572年）4月、交野城救援のために出陣し、足利義昭の部将として織田信長勢と共闘している（『兼見卿記』）。しかし、この頃から15代将軍・足利義昭と信長の対立がはじまり、家臣団の中でもどちらに付くか意見が対立しだしたため、疑心暗鬼に陥ったのか、叔父で後見役であった和田惟増を殺害し（『耶蘇通信』）、自身は信長に対する忠節の意を申し入れている（『細川家文書』）。
元亀4年（1573年）3月、家中で信望を集めつつあった高山友照・右近親子の暗殺を計画。会議と称して高山親子を誘い出したが、計画は既に高山親子に露見していたため、両者の付添い人を交えての激しい斬り合いとなった。この戦闘で惟長は深手を負ったが、右近もまた重傷を負ったため、その場から伏見まで逃亡したが、3月11日の時点で致命傷のため生存は難しいと目されていた（『兼見卿記』）。その数日後、3月15日に惟長は死去したとされる（『ルイス・フロイス書簡』、『陰徳太平記』巻51）。

## 生存説
子孫と称する江戸幕臣和田氏の記録によると、重傷を負った惟長は奇跡的に回復し生存したが、以後は没落して小野木氏・山岡氏に仕えたのち、最後は徳川氏に仕え幕臣となり、寛永5年4月1日（1628年5月4日）に78歳で没したという（『寛政重修諸家譜』）。また、『甲賀郡旧牛飼村共有文書』の慶長16年11月1日（1611年12月4日）付けの起請文に、「和田伝右衛門尉惟長」という署名が入っている。